# 特里本施泰因山

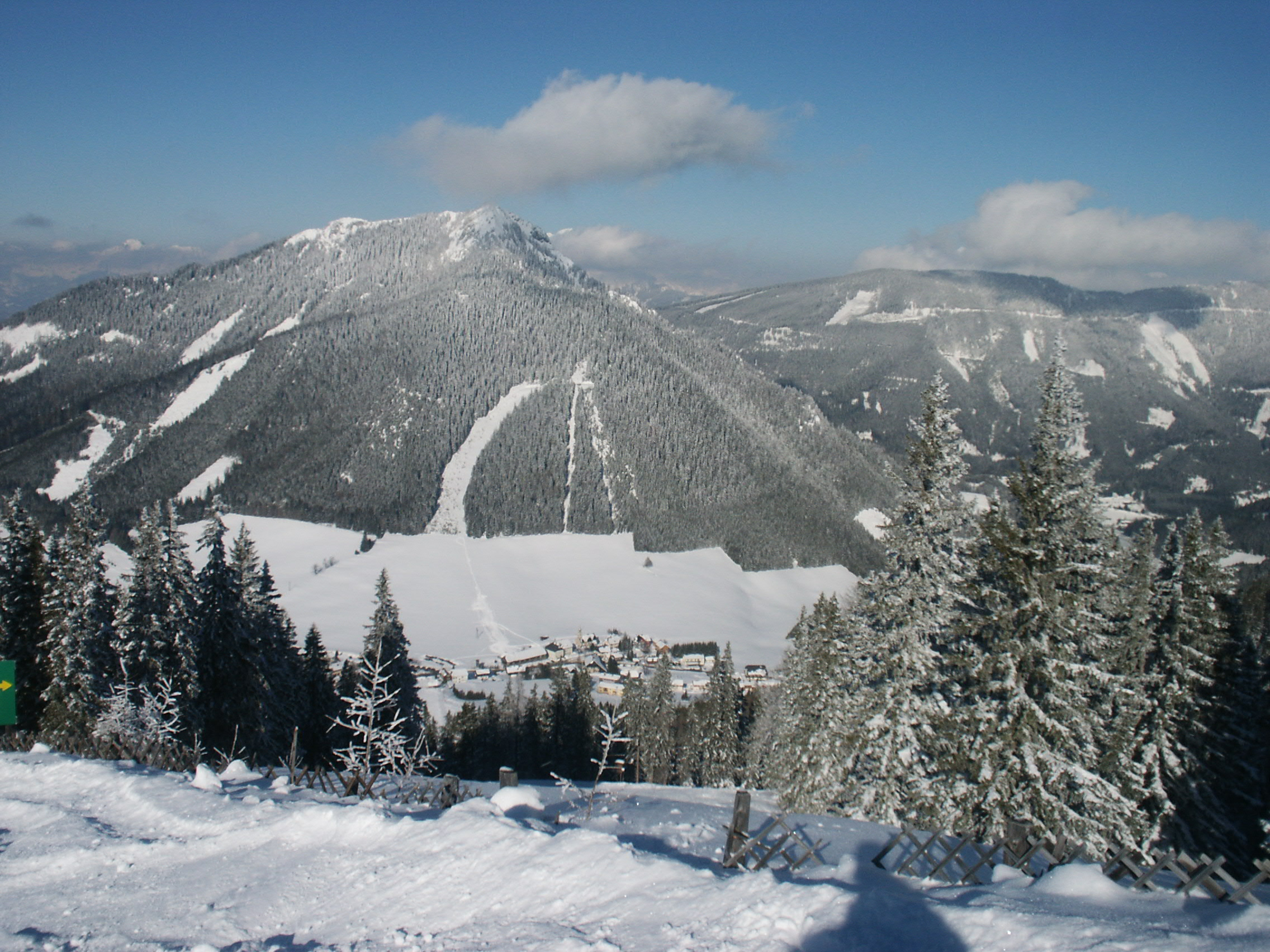

47°26′43″N 14°29′12″E / 47.445297°N 14.486795°E
特里本施泰因山（德語：Triebenstein），是奧地利的山峰，位於該國東南部，由施泰爾馬克州負責管轄，屬於羅滕曼及韋爾茨陶恩山脈的一部分，海拔高度1,810米，每年平均降雨量1,632毫米。